# Sunrise Road
La Sunrise Road – ou Yakima Park Highway – est une route américaine dans le comté de Pierce, dans l'État de Washington. Entièrement située au sein du parc national du mont Rainier, cette route de montagne longue d'environ 24,9 kilomètres a été construite en 1927 et 1931. Elle atteint la localité de Sunrise après avoir emprunté plusieurs ponts tels que le Dry Creek Bridge, le Klickitat Creek Bridge, le Fryingpan Creek Bridge et le White River Bridge. C'est une propriété contributrice au Mount Rainier National Historic Landmark District depuis l'inscription de ce district historique au Registre national des lieux historiques le 18 février 1997.